# میدویل (نبراسکا)
میدویل (به انگلیسی: Meadville) یک منطقهٔ مسکونی در ایالات متحده آمریکا است که در نبراسکا واقع شده‌است. میدویل ۶۲۶٫۰۷ متر بالاتر از سطح دریا قرار دارد.